# Glodianus xanthostomus
Glodianus xanthostomus är en stekelart som beskrevs av Cameron 1911. Glodianus xanthostomus ingår i släktet Glodianus och familjen brokparasitsteklar. Inga underarter finns listade i Catalogue of Life.